# Championnat de Belgique de football de deuxième division 1912-1913
Navigation
saison précédente saison suivante
Cette page présente la quatrième édition du championnat  Promotion (D2) belge.
L'AA La Gantoise se montre très régulière et remporte le titre. Le Léopold CB, relégué de Division d'Honneur à la fin de la saison précédente, gagne le droit de remonter directement.
Le FC L'Avenir Hasselt effectue lui aussi un aller-retour mais depuis les séries régionales. La présence de la province de Hainaut s'arrête avec la relégation de l'US Tournaisienne.
- Le nom des clubs est celui employé à l'époque

## Clubs participants
Douze clubs prennent part à cette édition, soit le même nombre que lors de la saison précédente.
| #  | Nom                                | Mat. | Ville    | Terrain                           | En D2 depuis (série) | Total en D2 |
| -- | ---------------------------------- | ---- | -------- | --------------------------------- | -------------------- | ----------- |
| 1  | Léopold Club de Bruxelles          | 5    | Uccle    | Parc Brugmann                     | 1912-1913 (1re)      | 1 saison    |
| 2  | Racing Club de Malines             | 24   | Malines  | Oude Lierse Baan                  | 1912-1913 (1re)      | 2 saisons   |
| 3  | Sporting Club Courtraisien         | 19   | Courtrai |                                   | 1911-1912 (2e)       | 2 saisons   |
| 4  | Association Athlétique La Gantoise | 7    | Gand     | Mussenplein                       | 1909-1910 (4e)       | 4 saisons   |
| 5  | Stade Louvaniste                   | 18   | Louvain  |                                   | 1909-1910 (4e)       | 4 saisons   |
| 6  | Tilleur Football Club              | 21   | Tilleur  | à proximité de la gare de Tilleur | 1909-1910 (4e)       | 4 saisons   |
| 7  | Football Club Malinois             | 25   | Malines  | Achter de Kazerne                 | 1909-1910 (4e)       | 4 saisons   |
| 8  | Union Sportive Tournaisienne       | 26   | Tournai  | Plaine des Manœuvres              | 1909-1910 (4e)       | 4 saisons   |
| 9  | Football club Bressoux             | 23   | Bressoux |                                   | 1911-1912 (2e)       | 2 saisons   |
| 10 | Excelsior Football Club Hasselt    | 37   | Hasselt  |                                   | 1911-1912 (2e)       | 2 saisons   |
| 11 | Uccle Sport                        | 15   | Uccle    |                                   | 1912-1913 (1re)      | 3 saisons   |
| 12 | FC L'Avenir Hasselt                | N/A  | Hasselt  |                                   | 1912-1913 (1re)      | 1 saison    |

| \| FC Malinois RC Malines La Gantoise SC Courtraisien Léopold CB Uccle Sp. St. Louvaniste Exc. Hasselt FC L'Avenir Tilleur FC FC Bressoux US Tournaisienne \| Localisation des clubs engagés en Promotion 1912-1913 |
| FC Malinois RC Malines La Gantoise SC Courtraisien Léopold CB Uccle Sp. St. Louvaniste Exc. Hasselt FC L'Avenir Tilleur FC FC Bressoux US Tournaisienne                                                             |

## Classement
- Le nom des clubs est celui employé à l'époque

Légende
- Champion et promu en Division d'Honneur la saison suivante
- 2e montant
- Barrages de maintien
- Relégation vers les séries inférieures

Abréviations
 : Relégué de Division d'Honneur 1911-1912

 : Promus des séries inférieures depuis la saison précédente
| Rang | Équipe               | Pts | J  | G  | N | P  | Bp | Bc | Diff |
| ---- | -------------------- | --- | -- | -- | - | -- | -- | -- | ---- |
| 1    | AA LA GANTOISE       | 37  | 22 | 16 | 5 | 1  | 64 | 16 | +48  |
| 2    | Léopold CB           | 35  | 22 | 17 | 1 | 4  | 97 | 24 | +73  |
| 3    | FC Malinois          | 31  | 22 | 12 | 7 | 3  | 39 | 21 | +18  |
| 4    | RC de Malines        | 29  | 22 | 13 | 3 | 6  | 63 | 27 | +36  |
| 5    | Uccle Sport          | 23  | 22 | 10 | 3 | 9  | 53 | 39 | +14  |
| 6    | FC Bressoux          | 19  | 22 | 7  | 5 | 10 | 34 | 33 | +1   |
| 7    | SC Courtraisien      | 19  | 22 | 8  | 3 | 11 | 38 | 52 | -14  |
| 8    | Tilleur FC           | 19  | 22 | 7  | 5 | 10 | 34 | 56 | -22  |
| 9    | Excelsior FC Hasselt | 16  | 22 | 6  | 4 | 12 | 28 | 49 | -21  |
| 10   | Stade Louvaniste     | 16  | 22 | 6  | 4 | 12 | 25 | 58 | -33  |
| 11   | US Tournaisienne     | 12  | 22 | 4  | 4 | 14 | 33 | 64 | -31  |
| 12   | FC L'Avenir Hasselt  | 8   | 22 | 3  | 2 | 17 | 20 | 89 | -69  |

## Déroulement de la saison

### Résultats des rencontres
Avec douze clubs engagés, 134 matches sont au programme de la saison.
| Résultats (▼dom., ►ext.)                                   | LEO | BRE | COU | LAG | AVH | HAS | LOU | FCM | RCM | TIL | TOU | UCC |
| Léopold CB                                                 |     | -   | -   | -   | -   | -   | -   | -   | -   | -   | -   | -   |
| FC Bressoux                                                | -   |     | -   | -   | -   | -   | -   | -   | -   | -   | -   | -   |
| SC Courtraisien                                            | -   | -   |     | -   | -   | -   | -   | -   | -   | -   | -   | -   |
| AA La Gantoise                                             | -   | -   | -   |     | -   | -   | -   | -   | -   | -   | -   | -   |
| FC Avenir Hasselt                                          | -   | -   | -   | -   |     | -   | -   | -   | -   | -   | -   | -   |
| Excelsior FC Hasselt                                       | -   | -   | -   | -   | -   |     | -   | -   | -   | -   | -   | -   |
| Stade Louvaniste                                           | -   | -   | -   | -   | -   | -   |     | -   | -   | -   | -   | -   |
| FC Malinois                                                | -   | -   | -   | -   | -   | -   | -   |     | -   | -   | -   | -   |
| RC de Malines                                              | -   | -   | -   | -   | -   | -   | -   | -   |     | -   | -   | -   |
| Tilleur FC                                                 | -   | -   | -   | -   | -   | -   | -   | -   | -   |     | -   | -   |
| US Tournaisienne                                           | -   | -   | -   | -   | -   | -   | -   | -   | -   | -   |     | -   |
| Uccle sport                                                | -   | -   | -   | -   | -   | -   | -   | -   | -   | -   | -   |     |
| - Victoire à domicile - Match nul - Victoire à l'extérieur |     |     |     |     |     |     |     |     |     |     |     |     |

## Récapitulatif de la saison
- Champion : AA La Gantoise (1er titre en D2)
- Deuxième titre de "D2" pour la Province de Flandre orientale.
- Deuxième montant: Léopold CB

| Région flamande (6)             | Région flamande (6) | Province de Brabant (3)      | Province de Brabant (3) | Région wallonne (3)    | Région wallonne (3) |
| ------------------------------- | ------------------- | ---------------------------- | ----------------------- | ---------------------- | ------------------- |
| Province d'Anvers               | 2                   | Région de Bruxelles-Capitale | 2                       | Province de Hainaut    | 1                   |
| Province de Flandre-Occidentale | 1                   | Province du Brabant flamand  | 1                       | Province de Liège      | 2                   |
| Province de Flandre-Orientale   | 1                   | Province du Brabant wallon   | 0                       | Province de Luxembourg | 0                   |
| Province de Limbourg            | 2                   |                              |                         | Province de Namur      | 0                   |

1. ↑  Au niveau footballistique, la province de Brabant est toujours unitaire malgré sa partition territoriale en 1995.

## Montée / Relégation
Le Champion, AA La Gantoise, et son dauphin, le Léopold CB, sont promus en Division d'Honneur.
Les deux relégués vers les divisions inférieures sont l'US Tournaisienne et le FC L'Avenir Hasselt.
Promus depuis les divisions inférieures: le TSV Lyra et le SC Anderlechtois.

## Débuts en série nationale et en "D2"
Un club fait ses débuts dans les séries nationales du football belge. Il est le 36e club différent à y apparaître, le 18e au niveau national.
- FC L'Avenir Hasselt  - 2e club limbourgeois en nationale (le 2e différent en D2)

### Débuts en « D2 »
En plus du nouveau venu en « nationale », un club joue pour la première fois au 2e niveau de la hiérarchie du football belge. Il est le 18e club différent à y apparaître (à égalité avec le nouveau venu, voir ci-dessus), portant le total de clubs à ce niveau à 19 entités.
- Léopold CB  - 3eclub brabançon différent en « D2 ».

## Divisions inférieures
À cette époque, les compétitions ne connaissent pas encore la même hiérarchie que celle qui est la leur de nos jours. C'est essentiellement après la Première Guerre mondiale que la pyramide va se constituer.
Depuis 1909-1910, sous les deux séries nationales (Division d'Honneur et Promotion), se déroulent des championnats régionaux. Les clubs sont regroupés par zones géographiques. Celles-ci ne tiennent pas toujours compte du découpage administratif des provinces, eu égard au petit nombre de clubs que connaissent certaines régions. Au fil des saisons, une hiérarchie de « Divisions » s'installe dans les différentes régions.
Des test-matches (appelés aussi « barrages ») sont organisés entre les vainqueurs de zones. À la fin d'un parcours, se compliquant au fil des saisons, les gagnants montent en Promotion.
Au fil des années, la montée vers la Promotion est déterminée par ces test-matches. Toutefois, un « principe d'élection » reste en vigueur pendant plusieurs saisons. Un « système de licence » bien avant l'instauration des fameux sésames actuels en quelque sorte.
Selon les régions (et selon les sources que l'on retrouve les concernant[réf. souhaitée]), les appellations Division 2 ou Division 3 sont courantes. Cela vient du fait que certaines séries régionales conservèrent le nom (Division 2) qu'elles portent avant la création de la  Promotion. En effet, avant cela leur vainqueurs de ces séries prenaient part au tournoi de fin de saison (appelé « Division 2 »)  par zones géographiques et alors que le tournoi final regroupant les vainqueurs de zone s'appelle « Division 1 ». Localement d'autres séries sont considérées comme « Division 3 » et en portent le nom.
Mais il est bon de savoir qu'à cette époque pour la Fédération belge, il n'y a donc que deux « divisions nationales ».